# Săcărâmb
Săcărâmb – wieś w Rumunii, w okręgu Hunedoara, w gminie Certeju de Sus. W 2011 roku liczyła 179 mieszkańców.
W pobliżu wsi były eksploatowane ważne złoża złota (węg. Nagyág, niem. Sekerembe). Mineralizacja jest hydrotermalna, niskotemperaturowa (epitermalna) w skałach wulkanicznych (typu porfirowego). Złoto i srebro występuje w postaci selenków i tellurków, np. petzytu Ag3AuTe2. Od nazwy tej miejscowości został nazwany rzadki minerał: nagyágite Pb5Au(Te,Sb)4S(5–8) zidentyfikowany tu w 1845 r.